# Canthidium onitoides
Canthidium onitoides là một loài bọ cánh cứng trong họ Bọ hung (Scarabaeidae).